# Jorge (piłkarz)
Jorge (właśc. Jorge Marco de Oliveira Moraes; ur. 28 marca 1996 w Rio de Janeiro) – brazylijski piłkarz występujący na pozycji obrońcy. W portugalskim klubie FC Porto, do którego jest wypożyczony z AS Monaco.

## Statystyki
aktualne na dzień 29 grudnia 2017
| Klub               | Sezon              | Liga               | Liga    | Liga   | Puchar krajowy | Puchar krajowy | Puchar ligi | Puchar ligi | Rozgrywki międzynarodowe | Rozgrywki międzynarodowe | Rozgrywki stanowe | Rozgrywki stanowe | Łącznie | Łącznie |
| Klub               | Sezon              | Liga               | Występy | Bramki | Występy        | Bramki         | Występy     | Bramki      | Występy                  | Bramki                   | Występy           | Bramki            | Występy | Bramki  |
| ------------------ | ------------------ | ------------------ | ------- | ------ | -------------- | -------------- | ----------- | ----------- | ------------------------ | ------------------------ | ----------------- | ----------------- | ------- | ------- |
| CR Flamengo        |                    |                    |         |        |                |                |             |             |                          |                          |                   |                   |         |         |
| 2014               | Série A            | 0                  | 0       | 0      | 0              | —              | —           | —           | —                        | 1                        | 0                 | 1                 | 0       |         |
| 2015               | Série A            | 22                 | 0       | 3      | 1              | —              | —           | —           | —                        | 1                        | 0                 | 26                | 1       |         |
| 2016               | Série A            | 32                 | 2       | 4      | 0              | —              | —           | 2           | 1                        | 17                       | 1                 | 55                | 4       |         |
| Łącznie            | Łącznie            | 54                 | 2       | 7      | 1              | —              | —           | 2           | 1                        | 19                       | 1                 | 82                | 5       |         |
| AS Monaco          | 2016–17            | Ligue 1            | 2       | 1      | 3              | 0              | 0           | 0           | 0                        | 0                        | —                 | —                 | 5       | 1       |
| AS Monaco          | 2017–18            | Ligue 1            | 15      | 0      | 0              | 0              | 0           | 0           | 4                        | 0                        | —                 | —                 | 19      | 0       |
| AS Monaco          | Łącznie            | Łącznie            | 17      | 1      | 3              | 0              | 0           | 0           | 4                        | 0                        | —                 | —                 | 24      | 1       |
| Łącznie w karierze | Łącznie w karierze | Łącznie w karierze | 71      | 3      | 10             | 1              | 0           | 0           | 6                        | 1                        | 19                | 1                 | 106     | 6       |